# 273 Atropa
273 Atropa (mednarodno ime 273 Atropos) je asteroid v glavnem asteroidnem pasu. Kaže značilnosti štirih tipov asteroidov (S, C, T in U).

## Odkritje
Asteroid je odkril avstrijski astronom Johann Palisa 8. marca 1888 na Dunaju . Imenuje se po mojri Atropi iz grške mitologije.

## Lastnosti
Asteroid Atropa obkroži Sonce v 3,71 letih. Njegova tirnica ima izsrednost 0,16, nagnjena pa je za 20,44° proti ekliptiki. Njegov premer je 29,27 km, okoli svoje osi pa se zavrti v 20 h .